# Nelidina taeniola
Nelidina taeniola är en insektsart som beskrevs av Kramer 1964. Nelidina taeniola ingår i släktet Nelidina och familjen dvärgstritar. Inga underarter finns listade i Catalogue of Life.